# 松江乡
松江乡，是中华人民共和国黑龙江省佳木斯市东风区下辖的一个乡镇级行政单位。

## 行政区划
松江乡下辖以下地区：
东联社区、富贵社区、东平社区、江滨社区、长兴村、恒心村、红力村、宏伟村、江山村、联合村、模范村、农家村、松江村、新民村、兴国村和双新村。